# Hannsjürgen Lommer

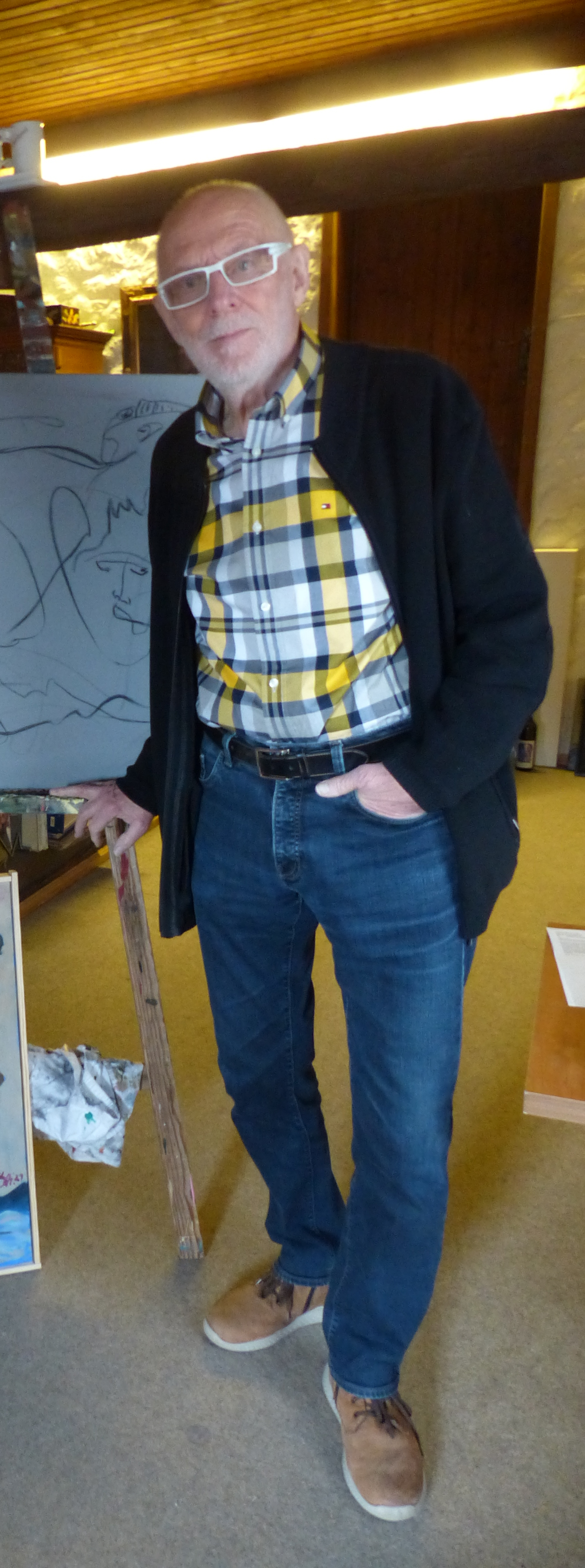
Hannsjürgen Lommer in seinem Atelier 2021

Hannsjürgen Lommer (* 19. März 1938) ist ein deutscher Maler und Grafiker aus der oberfränkischen Stadt Naila. Als Kommunalpolitiker war er Bürgermeister der Stadt Naila (1996–2001) und stellvertretender Landrat im Landkreis Hof. 

## Biografie
Hannsjürgen Lommer absolvierte nach der Mittleren Reife eine Ausbildung zum Einzelhandelskaufmann und anschließend in Neuwied zum Handelsfachwirt. Prägend war seine Anstellung beim Delikatessenhaus Dallmayr in München. Am Marktplatz in Naila betrieb er schließlich sein eigenes Feinkostgeschäft.
Seine Eltern waren selbst Geschäftsleute mit kleinem Laden. Von seinen beiden Brüdern starb einer früh. Er ist verheiratet mit Bärbel Lommer, aus der Ehe sind zwei Söhne hervorgegangen. Sohn Dominik Lommer ist freischaffender studierter Grafiker in München. 
Er malte bereits gerne in der Schule. In seiner Ausbildung interessierte er sich besonders für die Schaufenstergestaltung und das Entwerfen von Plakaten. Weitere Fertigkeiten lernte er als Autodidakt u. a. bei Max Escher. Nur unterbrochen durch sein Amt als Bürgermeister malte und zeichnete er kontinuierlich. Sein Schaffen in Öl und Acryl unterteilt er selbst in Phasen, die etwa immer zehn Jahre andauerten. 
In den 1960er Jahren zeichnete er fiktive Stadtansichten und Panoramen oder Gebäude, die er bei seinen Aufenthalten in Frankreich gesehen hatte. In einer zweiten Phase verschrieb er sich der abstrakten Malerei, hinzu kamen aber auch Porträtzeichnungen in Kohle, Graphit und Bleistift, auch von Kindern. Eine dritte Phase seien „Bilder aus der Küche“, farbenfroh verfremdete und mit anderen Themen verwobene Delikatessen. Hier fließen 40 Jahre Berufserfahrung rund um den Genuss des Essens und Trinkens ein. Er übernahm außerdem immer wieder Auftragsarbeiten. Eine vierte Phase beinhaltet metaphorische, symbolhafte Motive – Lommer bezeichnet dies als „literarischen Expressionismus“, Bilder, die eine Geschichte erzählen. Auch religiöse bzw. spirituelle Themen werden darin aufgegriffen, wie im Bilderzyklus über die Sieben Todsünden, die in der Zeit von 2001 bis 2003 entstanden sind. Immer wieder finden sich herausgearbeitete und betonte Spaltungen in den Motiven, auch in Gesichtern mit ihren verschiedenen Strebungen. In der Zeit von Corona sind wiederum neue Motive und Herangehensweisen entstanden.
Zu den befreundeten Künstlern zählen Max Escher, Wilhelm Kohlhoff, Emil Ressel und Friedrich Matthaei. Organisiert waren lokale Künstler in der Gruppe Nordfranken – mit dem Treffpunkt Incurabel in Hof –, deren Sprecher Lommer 1991 wurde und bis zur Auflösung der Gruppe um 1997 blieb. Die Gruppe veranstaltete auch gemeinsame Ausstellungen. Lommer ist Mitglied im Berufsverband Bildende Künstler von Ober- und Unterfranken, im Bund Fränkischer Künstler, im Kunstverein Hof und bei Fokus Europa.
Die erste Ausstellung fand in einer Buchhandlung 1958 in München statt. Seit 1966 realisierte er ab 1980 beinahe jährlich mindestens eine Einzelausstellung im Hofer Raum, aber auch im schweizerischen Embrach (1980) oder in Bayreuth (1999, 2005). Sein Werk umfasst über 800 Bilder und etwa 1000 Zeichnungen. Er fertigte auch Schmuckstücke an. Viele Bilder befinden sich in privaten Sammlungen im In- und Ausland, Ankäufe von öffentliche Hand unternahmen die Stadt Hof und die IHK Bayreuth.    
Hannsjürgen Lommer war mehrmals Bürgermeister der Stadt Naila, dabei auch Erster Bürgermeister von 1996 bis 2001 und stellvertretender Landrat im Landkreis Hof. Er erhielt die Verdienstmedaille des Landkreises in Silber und die bayerische Kommunale Verdienstmedaille in Silber. Er wurde mit der goldenen Bürgermedaille der Stadt Naila ausgezeichnet und ist seit 2011 Träger des Bundesverdienstkreuzes am Bande.